# Paul Revere's Ride
La chevauchée de Paul Revere
Cet article concerne le poème d'Henry Longfellow. Pour l'événement historique, voir Paul Revere.

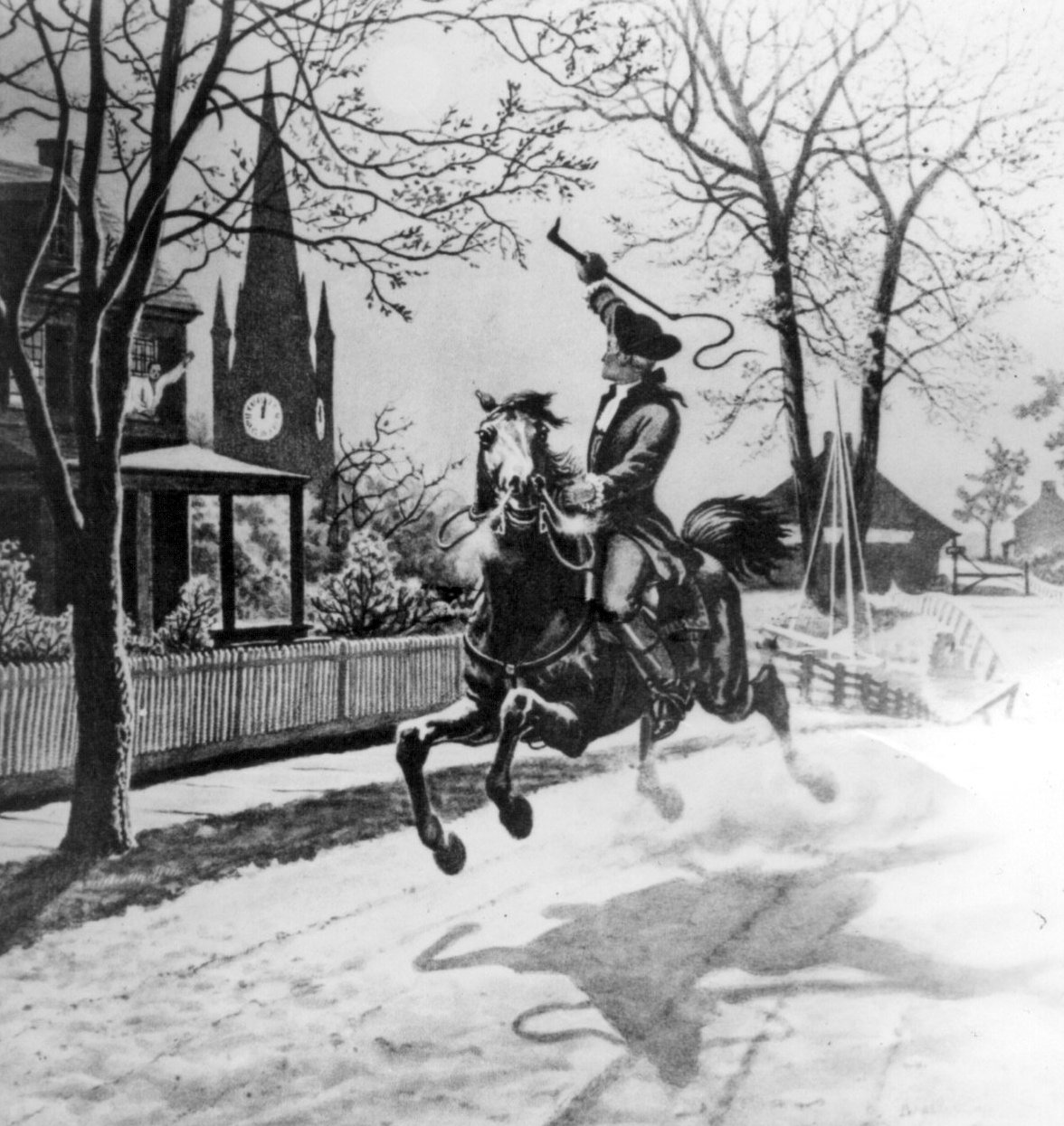
Illustration de la Midnight Ride de Paul Revere (vers 1942–1945).

Paul Revere’s Ride (« Chevauchée de Paul Revere ») est un poème de 1860 du poète américain Henry Longfellow qui commémore les actions du patriote américain Paul Revere, dans le cadre des batailles de Lexington et Concord le 18 avril 1775, bien qu'avec des inexactitudes importantes.
Il a d'abord été publié dans le numéro de janvier 1861 du Atlantic Monthly, puis a été rebaptisé The Landlord’s Tale dans le recueil de contes Tales of a Wayside Inn.